# Ulf Barck-Holst
Ulf Gudmar Lorentz Barck-Holst, född 18 juni 1900 i Jönköping, död 11 februari 1962, var en svensk diplomat.

## Biografi
Barck-Holst var son till statsinspektör Lorentz Andersson och Cecilia Gunnarsson. Han hade kortvariga tjänstgöringar vid generalkonsulatet London och Marseille 1920-1921. Barck-Holst tog juris kandidatexamen 1925 och genomförde tingstjänstgöring 1925-1928 innan han blev attaché vid Utrikesdepartementet (UD) 1929. Barck-Holst var attché i Madrid och Lissabon 1930-1931, attaché i London 1931-1932, attaché i Ankara och Istanbul 1932-1933 och attaché i New York 1934-1936. Han var andre vicekonsul i New York 1936, andra sekreterare vid UD 1937, förste legationssekreterare i Köpenhamn 1940 och legationsråd där 1944 och i Moskva 1945. Barck-Holst var chef för UD:s juridiska byrå 1947-1952, chef för UD:s B-avdelning 1950-1952, styrelseledamot i Flyktkapitalbyrån 1947-1952 och sändebud (chargé d’affaires) i Chile 1952-1953. Han försattes i disponibilitet 1953 och hade särskilt uppdrag för UD.
Barck-Holst gifte sig 1938 med Greta Yngström (född 1915), dotter till advokat Per Yngström och Allida Elliot. Barck-Holst avled den 11 februari 1962 och gravsattes på Hjärtums kyrkogård.